# Cementara
Cementara je tvornica koja se bavi proizvodnjom cementa. U Hrvatskoj postoje 4 cementare.
Tvornice Cemex (bivši Dalmacijacement), Našicecement i Holcim (Hrvatska) proizvode sivi (standardni) portland cement različitih vrsta, dok Istra cement proizvodi specijalni aluminatni cement. Kapaciteti cementnih peći u Hrvatskoj su od 1500 do 3000 tona cementnog klinkera na dan.